# Aegidius Tschudi
Aegidius Tschudi, alias Gil Tschudi o Gilles Tschudi (Glarona, 5 febbraio 1505 – Glarona, 28 febbraio 1572), è stato uno storico, cartografo e politico svizzero. È stato il più importante storico del tardo Rinascimento confederato elvetico noto per il suo Chronicon Helveticum opera storica contraddistinta da precisione umanistica e spirito epico barocco.

## Biografia
Lui, suo fratello Peter, morto in giovane età nel 1532 a Coira, e suo cugino Valentine Tschudi (1499-1555) furono allievi di Ulrich Zwingli (1484-1531).
Dopo aver ricoperto diversi incarichi nel suo Paese tra cui quello di supremo magistrato, nel 1559 gli fu riconosciuta la patente di nobiltà dall'imperatore Ferdinando I presso cui era stato inviato in veste di ambasciatore.

Inizialmente di tendenze politiche moderate, andando avanti con gli anni aderì sempre più alla causa della Controriforma; ciò nonostante è oggi conosciuto come lo storico della Confederazione elvetica anche se la sua credibilità è stata notevolmente ridimensionata dalla critica moderna.
Raccolse materiale per la pubblicazione di tre opere principali, di cui prima nessuno aveva mai messo in discussione l'autenticità delle fonti, opere che furono pubblicate in parte molto tempo dopo la sua morte.

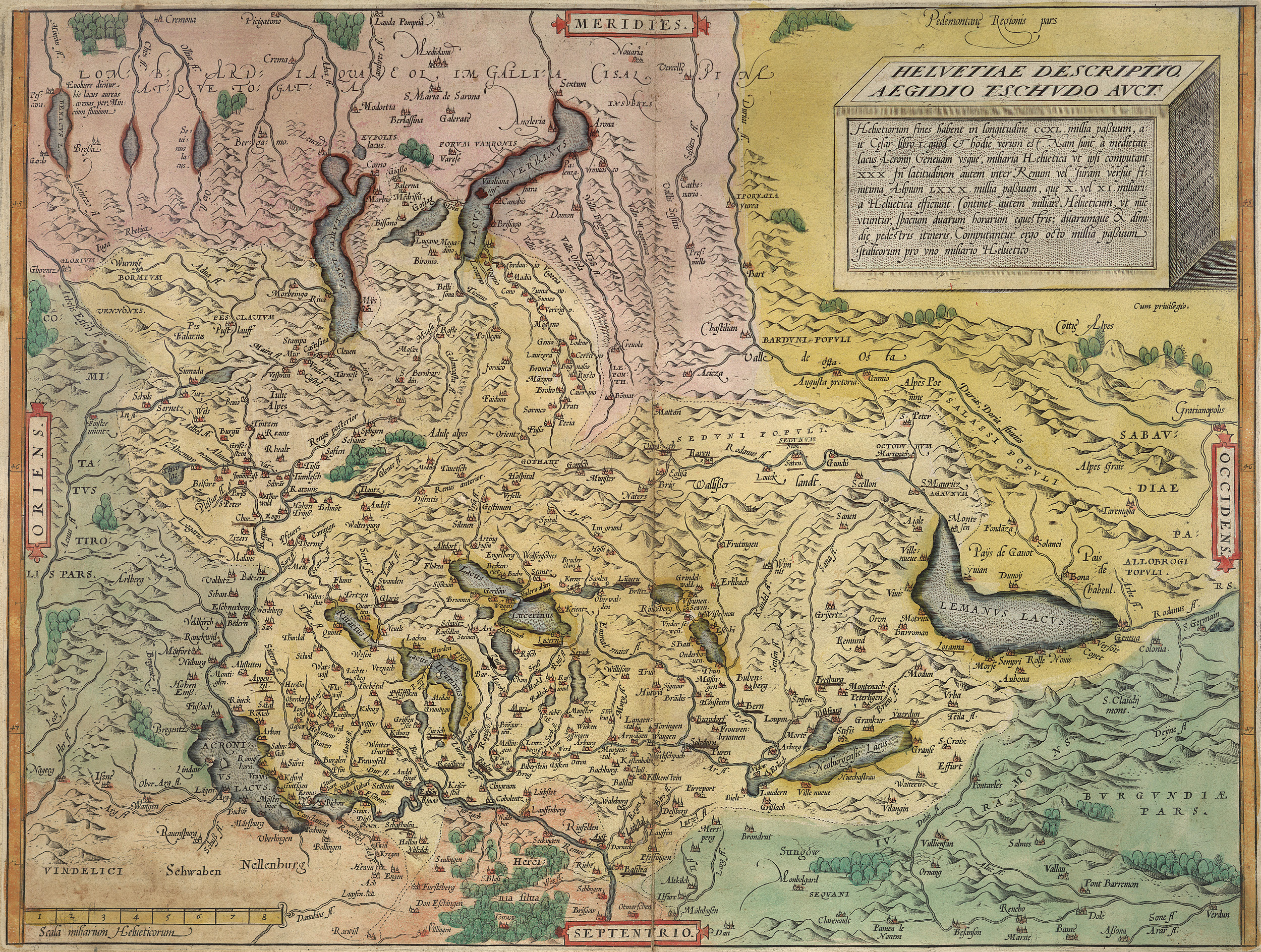
Cartina della Svizzera di Aegidius Tschschudi

Nel 1528 scrisse Die uralt warhafftig Alpisch Rhætia ossia De prisca ac vera Alpina Rhætia, che fu pubblicato nel 1538 in latino e in tedesco; opera su cui si sono basati tutti gli storici svizzeri successivi fino al XIX secolo.
Dopo di allora la sua opera è stata ridimensionata in seguito a ricerche che hanno evidenziato la parte leggendaria in essa contenuta, come la storia di Guglielmo Tell, così come l'inesistenza, o addirittura l'alterazione, di reperti archeologici da lui citati a supporto delle origini romane relative a Glarona e persino quelle della sua famiglia d'origine con l'intento di farle risalire al X secolo.
Frutto di invenzione si è dimostrata anche la sua pretesa di far risalire le origini del suo paese natale, Glarona, ad antichissimi diritti feudali di poche famiglie nobili locali, mentre la verità storica è che Glarona fu sempre un libero comune retto democraticamente.
Nel 1758 fu stampato Beschreibung Galliae Comatae dall'editore Gallati, che era solo l'introduzione alla sua progettata opera magna chiamata Chronicon helveticum, la cui parte relativa al periodo dal 1001 al 1470 fu edita da Johann Rudolf Iselin in due riprese (1734-1736). Il resto dell'opera rimase allo stadio di bozza. Questa edizione è ancora oggi molto apprezzata per le sue descrizioni topografiche della antica Helvetia e della Rhaetia.
Morì il 28 febbraio 1572. Il suo epistolario completo non è mai stato pubblicato.